# Barzheim
Barzheim is een plaats en voormalige gemeente in het Zwitserse kanton Schaffhausen.
Hofen telt 140 inwoners. Op 1 januari 2004 werd Barzheim opgenomen in de gemeente Thayngen.

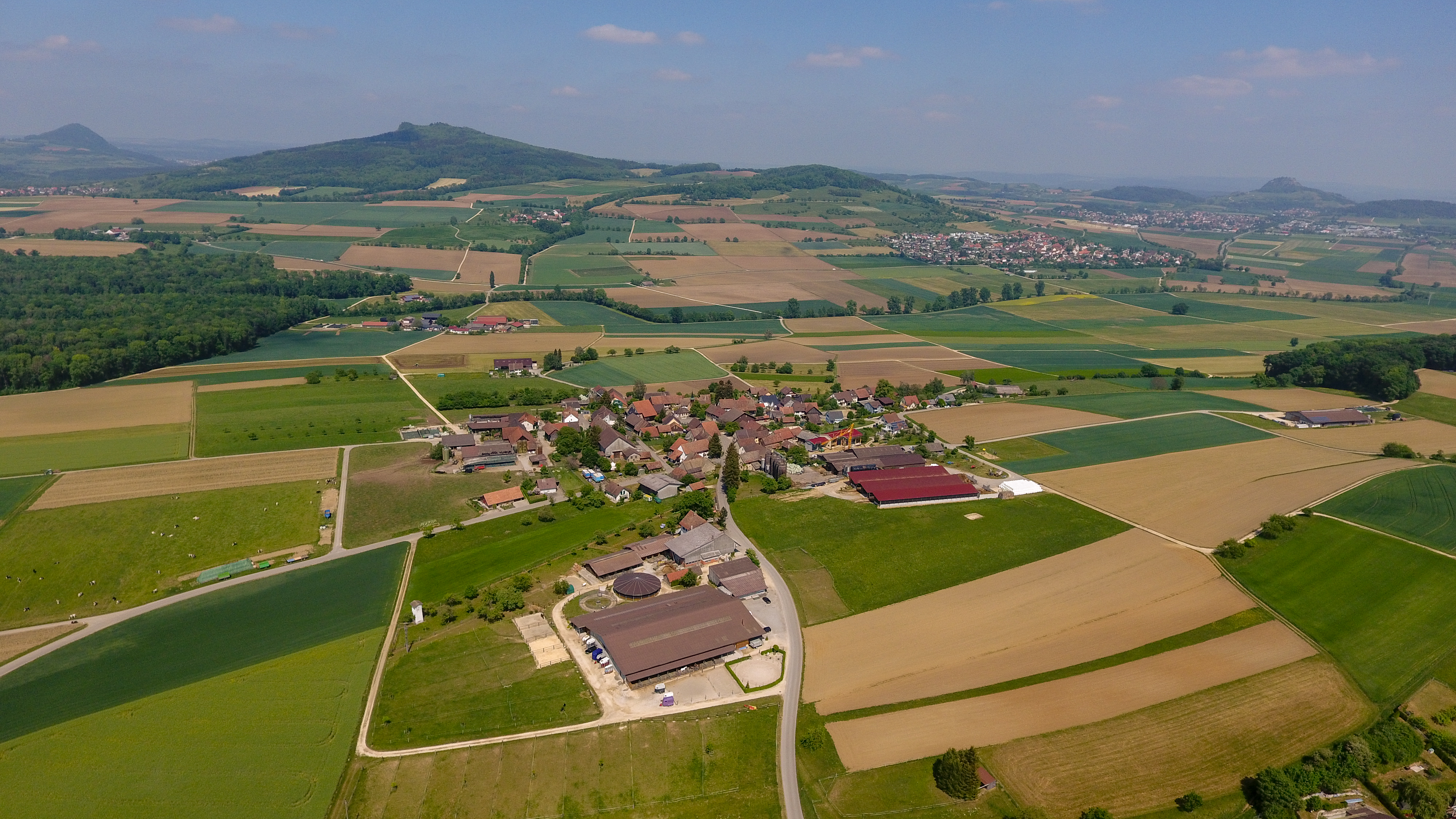
Barzheim